# Amanda Meyer Hidalgo
Amanda Meyer Hidalgo (Sanlúcar de Barrameda, 1977) es una abogada, activista por los derechos humanos y política española, integrante de Izquierda Unida (IU). En 2020 fue nombrada jefa de gabinete de Irene Montero, ministra de Igualdad de Gobierno de España. 

## Biografía
Nacida en la ciudad gaditana de Sanlúcar de Barrameda,  es hija de Willy Meyer y Julia Hidalgo, históricos dirigentes de IU,  formación a la que se afilió hacia 1996.
Es licenciada en derecho por la Universidad de Granada y tiene un máster en Derecho Internacional,  se colegió como abogada. Tras fundar un bufete de abogados, trabajó durante siete años de abogada de la Asociación 11-M Afectados del Terrorismo.
Fue una alta cargo de la Junta de Andalucía durante el gobierno de coalición de PSOE e IU, ejerció de secretaria general de la Vivienda, Rehabilitación y Arquitectura en la Consejería de Fomento y Vivienda de la administración autonómica entre 2012 y 2015, destacando como promotora de la Ley de la Función Social de la Vivienda.
Tras la celebración de la X Asamblea de IU en diciembre de 2012, entró en la ejecutiva federal de la formación elegida a comienzos de 2013. Renovó puesto en la ejecutiva federal de IU en el marco de la XI Asamblea de enero de 2017. A mediados de 2017 fue contratada como asesora de movilidad del Ayuntamiento de Marbella.